# Ординщина
Ординщина — податок, який збирали (грішми, хутром і сукном) правителі Великого князівства Литовського з жителів міст та великокнязівських Подніпровських волостей у кінці 15 — 16 ст. Накладалася загальною сумою, а міста й волості самостійно вирішували чи сплачувати О. зі своїх спільних заощаджень чи оголошувати додатковий збір грошей. Ординщина не збиралася в тих випадках, коли проводився збір серебщини. У порівнянні з останньою О. була в кілька разів меншим податком. Протягом 1-ї пол. 16 ст. жителі волостей були звільнені від виконання О. (їх перевели виключно на сплату серебщини), а міщани продовжували сплачувати О. паралельно із серебщиною. Доставляли О. до державного скарбу великокнязівські намісники-державці, а в подальшому більша її частина йшла на виплату упоминок і подарунків кримським ханам.